# Jose Gallego Gallego
Jose Gallego Gallego (Gandia, 21 de febrer de 1980) és un artista faller. Planta la seua primera falla al 1998 per la comissió Rois de Corella a Gandia als dihuit anys. Es forma als obradors de José Sanchis, Palacio i Serra i Pere Baenas participant en les Falles que l'artista de Daimús planta a Sueca-Literat Azorin, Plaça del Pilar i la municipal de València 2004. La figura d'Andrés Martorell resulta clau en el seu aprenentatge. A partir d'aquest moment comença la seua carrera artística en solitari obrint taller a Beniarjó.
La seua producció a València s'inicia amb "Catapúm-chimpún-mec" a l'encreuament de Sueca-Literat Azorin. Continua plantant un any més per la comissió de Russafa fent-se amb el segon premi d'especial gràcies a "Abrakadabra". En 2010 la comissió Duc de Gaeta-Pobla de Farnals compta amb ell i amb "I love Horta", un alegat en defensa de l'Horta, obté el primer premi de secció primera infantil. Des de 2011 fins 2014 s'encarrega de la falla infantil d'Almirall Cadarso-Comte Altea de nou en secció especial. En 2015 participa en segona infantil amb "Onomatopeia" per la cèntrica comissió de Sant Vicent-Periodista Azzati rebent doblet de primers en falla i en enginy i gràcia. Torna a primera amb "T'imagines" per la comissió Exposició en 2016 En 2017 aconsegueix el primer premi de Secció Especial infantil de les Falles de València plantant "Abecedari artesà" per la comissió Convent de Jerusalem - Matemàtic Marzal. Amb "Contes a la valenciana" plantada en 2019 obté el primer premi d'Enginy i Gràcia.
Pel que fa a Falles grans ha realitzat dissenys i col·laboracions amb l'artista Toni Pérez en 2016 per "1916. Més que un mercat" plantada a la demarcació de Comte Salvatierra-Cirilo Amorós, en 2018 per "Llibertat!" a Na Jordana i amb Francisco Vizcaino en 2019 per "Punts de vista" a Espartero-G.V. Ramón y Cajal.
La seua trajectòria a les Fogueres d'Alacant té el punt de partida a l'any 2008 aconseguint el primer premi de categoria primera infantil al districte de Sant Blai-La Torreta. Debuta en especial en 2010 aconseguint el màxim guardó a la mateixa ubicació. A partir de 2013 passa a Fogueres adultes junt a Manolo Algarra a Sant Blai de Dalt. Des de 2014 fins a l'actualitat el binomi planta a la demarcació de Séneca-Autobusos aconseguint 4 primers premis de categoria especial i tres ninots indultats.
Les seues obres tenen un estil caracteritzat pel trencament de línies i l'estilització de figures amb una pintura de colors cridaners. És habitual trobar ninots plens de ganyotes amb anatomies deformades als cadafals infantils plantats pel de Beniarjó. L'espontaneitat és part fonamental de les seues creacions. Jose Gallego beu de la font dels artistes clàssics. Gaudeix molt en el pensament i selecció d'idees jugant a imaginar el resultat final i deixant part del seu treball a la improvisació sense tancar del tot.
L'artista no només ha plantat al Cap i Casal valencià. La seua obra també està present a localitats com Alzira, Silla i Dénia on ha aconseguit importants guardons.